# محمدرضا قانون‌پرور

محمدرضا قانون‌پرور

محمّدرضا قانون‌پرور مترجم و استاد بازنشستهٔ ادبیات و زبان فارسی در دانشگاه تگزاس در آستین است. او سابقهٔ تدریس در دانشگاه‌های اصفهان، ویرجینیا، و آریزونا را نیز دارد. او از پیشگامان و پرکارترین مترجمانِ ادبیاتِ نوینِ فارسی به انگلیسی بوده‌است.

## ترجمه‌ها
قانون‌پرور کتاب‌های زیر را به زبان انگلیسی ترجمه کرده‌است:
- نون والقلم نوشتهٔ جلال آل احمد
- سنگ صبور نوشتهٔ صادق چوبک
- سووشون نوشتهٔ سیمین دانشور
- در پیرامون اسلام نوشتهٔ احمد کسروی
- افسانه آفرینش نوشتهٔ صادق هدایت
- چهار صندوق، کارِ بهرام بیضایی
- خاطرات هنرپیشهٔ نقش دوم نوشتهٔ بهرام بیضایی[۲]
- فال خون نوشتهٔ داوود غفّارزادگان[۳]
- زیتون سرخ، گردآوریِ سید قاسیم یاحسینی[۴]
- عقل آبی شهرنوش پارسی‌پور
- اهل غرق، منیرو روانی‌پور
- ماه تا چاه، حسین آتش‌پرور